# 达沃尔·约齐奇
达沃尔·约齐奇（1960年9月22日—），波斯尼亚和黑塞哥维那男子足球运动员，场上位置是后卫。他曾代表南斯拉夫国家队参加1990年国际足联世界杯，结果队伍止步八强赛。